# François Joseph Du Bus
François Joseph Du Bus (Dottenijs, 1 september 1757 - Doornik, 17 januari 1835) was een Zuid-Nederlands landeigenaar, jurist, regeringsgezind politicus en lid van de Algemene Rekenkamer.
François Joseph werd geboren in 1757 als zoon van de baljuw François Joseph Du Bus (1725), als de op een na jongste in een gezin van acht kinderen. Hij was landeigenaar en lid van de Staten van Doornik en het Doornikse. In 1814 werd hij benoemd tot grondwetsnotabele voor het arrondissement Doornik. Van 1817 tot 1820 was hij lid van de Tweede Kamer der Staten-Generaal, waar hij zich regeringsgezind opstelde. Van 1821 tot 1830 was hij vervolgens lid van de Algemene Rekenkamer. Ook was hij enige tijd commissaris bij de liquidatie van de staatsschuld.
Du Bus was gehuwd met Marie Aimée Josephe Philippart, met wie hij twee zonen en een dochter kreeg. Hij was oom van Leonard du Bus de Gisignies, ook Tweede Kamerlid en gouverneur-generaal op Java.